# Olivia Shakespear
Pour les articles homonymes, voir Shakespear.
Olivia Shakespear (née Tucker le 17 mars 1863 sur l'Île de Wight et décédée le 3 octobre 1938 à Londres) était une auteure de romans et pièces de théâtre anglaise. Elle eut une longue relation avec William Butler Yeats.

## Biographie
Olivia Tucker est le deuxième enfant du major-général de l'Armée des Indes britanniques Henry Tod Tucker et de son épouse Harriet Maria Johnson. Elle est éduquée à domicile.
Le 8 décembre 1885, elle épouse Henry Hope Shakespear (1849–1923), un avocat avec qui elle a une fille Dorothy née le 14 septembre 1886 qui épousera Ezra Pound en 1914.
En avril 1894, lors du dîner de lancement du Yellow Book d'Aubrey Beardsley, elle fait la connaissance de William Butler Yeats avec qui elle entame une longue liaison. Ils se séparent en 1897 en raison de son obsession pour Maud Gonne. Son roman de 1898 Rupert Armstrong emprunte une partie de son intrigue à sa relation avec Yeats. Ils se rencontrent à nouveau en 1899 et redeviennent amis.
Elle écrit deux pièces "égyptiennes" avec Florence Farr : The Beloved of Hathor et The Shrine of the Golden Hawk que cette dernière monte en 1902.
Elle appartenait, avec Yeats et Farr, ainsi que sa fille Dorothy, aux milieux occultistes londoniens.

### Publications
- Romans :
  - Love on a Mortal Lease (1894)
  - Beauty's Hour (1894)
  - The Journey of High Honour (1894)
  - The False Laurel (1896)
  - Rupert Armstrong (1898)
  - The Devotees (1904)
  - Uncle Hilary (1909)

- Théâtre :
  - The Beloved of Hathor
  - The Shrine of the Golden Hawk